# Carteris lineata
Carteris lineata là một loài bướm đêm trong họ Noctuidae.